# Kageró (Scandal-dal)
A Kageró (カゲロウ) a Scandal japán pop rock együttes harmadik független kiadós kislemeze. 2000 példányt nyomtak belőle, Japánban kizárólag a Tower Records üzleteiben volt elérhető. Az együttes 2008-as amerikai koncertsorozata alatt is kapható volt, majd később felkerült az iTunes Store zeneáruházba is. A lemez a 122. helyet érte el az Oricon heti eladási listáján, melyen egy hetet töltött el, összesen 586 példány kelt el belőle.

## Számlista
Az összes dalszöveg szerzője Tomomi és Masterworks, az összes szám szerzője Jin Nakamura.
| 1. | Kageró (カゲロウ; Kérész) | 4:23 |

| 1. | Koi mojó anime videóklip (恋模様) | 3:44 |